# Temporada 1991-92 de Los Angeles Lakers
La temporada 1991-92 fue la cuadragésimo cuarta de los Lakers en la NBA, y la trigésimo segunda en su ubicación en Los Ángeles, California. La temporada regular acabaron con 43 victorias y 39 derrotas, ocupando el octavo puesto de la Conferencia Oeste, clasificándose para los playoffs en los que cayeron en primera ronda ante los Portland Trail Blazers. La temporada estuvo marcada por la prematura retirada de Magic Johnson tras dar positivo VIH, aunque disputaría esa temporada el All-Star Game a pesar de la controversia, donde fue elegido MVP.

## Elecciones en elDraft
| Ronda | Puesto | Jugador       | Posición | Nacionalidad   | Universidad/Club |
| ----- | ------ | ------------- | -------- | -------------- | ---------------- |
| 2     | 52     | Anthony Jones | Alero    | Estados Unidos | Oral Roberts     |

## Temporada regular
| División Pacífico        | División Pacífico | División Pacífico | División Pacífico | División Pacífico | División Pacífico | División Pacífico | División Pacífico | División Pacífico |
| Equipo                   | G                 | P                 | %                 | PD                | Casa              | Fuera             | Div               |                   |
| ------------------------ | ----------------- | ----------------- | ----------------- | ----------------- | ----------------- | ----------------- | ----------------- | ----------------- |
| y-Portland Trail Blazers | 57                | 25                | .695              | —                 | 33–8              | 24–17             | 21–9              |                   |
| x-Golden State Warriors  | 55                | 27                | .671              | 2                 | 31–10             | 24–17             | 19–11             |                   |
| x-Phoenix Suns           | 53                | 29                | .646              | 4                 | 36–5              | 17–24             | 17–13             |                   |
| x-Seattle SuperSonics    | 47                | 35                | .573              | 10                | 28–13             | 19–22             | 16–14             |                   |
| x-Los Angeles Clippers   | 45                | 37                | .549              | 12                | 29–12             | 16–25             | 13–17             |                   |
| x-Los Angeles Lakers     | 43                | 39                | .524              | 14                | 24–17             | 19–22             | 13–17             |                   |
| Sacramento Kings         | 29                | 53                | .354              | 28                | 21–20             | 8–33              | 6–24              |                   |

## Playoffs

### Primera ronda
Portland Trail Blazers vs. Los Angeles Lakers 
| Fecha       | Partido                                            | Ciudad      |
| ----------- | -------------------------------------------------- | ----------- |
| 23 de abril | Portland Trail Blazers 115, Los Angeles Lakers 102 | Portland    |
| 25 de abril | Portland Trail Blazers 101, Los Angeles Lakers 79  | Portland    |
| 29 de abril | Los Angeles Lakers 121, Portland Trail Blazers 119 | Los Ángeles |
| 3 de mayo   | Los Angeles Lakers 76, Portland Trail Blazers 102  | Los Ángeles |
|             | Portland Trail Blazers gana las series 3-1         |             |

## Estadísticas

### Temporada regular
| Rk | Jugador         | Edad | P  | PT | MP   | TC  | TCI  | %TC  | T3  | T3I | %T3  | TL  | TLI | %TL  | RO  | RD  | RT  | AS  | RB  | TAP | BP  | FP  | PTS  |
| -- | --------------- | ---- | -- | -- | ---- | --- | ---- | ---- | --- | --- | ---- | --- | --- | ---- | --- | --- | --- | --- | --- | --- | --- | --- | ---- |
| 1  | James Worthy    | 30   | 54 | 54 | 39.0 | 8.3 | 18.6 | .447 | 0.2 | 0.8 | .209 | 3.1 | 3.8 | .814 | 1.8 | 3.8 | 5.6 | 4.7 | 1.4 | 0.4 | 2.4 | 1.6 | 19.9 |
| 2  | Sedale Threatt  | 30   | 82 | 82 | 37.4 | 6.2 | 12.7 | .489 | 0.2 | 0.8 | .323 | 2.5 | 3.0 | .831 | 0.5 | 2.6 | 3.1 | 7.2 | 2.0 | 0.2 | 2.2 | 2.8 | 15.1 |
| 3  | Sam Perkins     | 30   | 63 | 63 | 37.0 | 5.7 | 12.7 | .450 | 0.2 | 1.1 | .217 | 4.8 | 5.9 | .817 | 3.0 | 5.8 | 8.8 | 2.2 | 1.0 | 1.0 | 1.3 | 3.0 | 16.5 |
| 4  | A.C. Green      | 28   | 82 | 53 | 35.4 | 4.7 | 9.8  | .476 | 0.1 | 0.7 | .214 | 4.1 | 5.6 | .744 | 3.7 | 5.6 | 9.3 | 1.4 | 1.1 | 0.4 | 1.4 | 1.7 | 13.6 |
| 5  | Byron Scott     | 30   | 82 | 82 | 32.7 | 5.6 | 12.3 | .458 | 0.7 | 1.9 | .344 | 3.0 | 3.5 | .838 | 0.9 | 2.9 | 3.8 | 2.8 | 1.3 | 0.3 | 1.5 | 1.7 | 14.9 |
| 6  | Vlade Divac     | 23   | 36 | 18 | 27.2 | 4.4 | 8.8  | .495 | 0.1 | 0.5 | .263 | 2.4 | 3.1 | .768 | 2.4 | 4.4 | 6.9 | 1.7 | 1.5 | 1.0 | 2.4 | 3.2 | 11.3 |
| 7  | Elden Campbell  | 23   | 81 | 47 | 23.2 | 2.7 | 6.1  | .448 | 0.0 | 0.0 | .000 | 1.7 | 2.8 | .619 | 1.9 | 3.3 | 5.2 | 0.7 | 0.7 | 2.0 | 0.9 | 2.5 | 7.1  |
| 8  | Terry Teagle    | 31   | 82 | 0  | 19.5 | 4.4 | 9.8  | .452 | 0.0 | 0.0 | .250 | 1.8 | 2.4 | .766 | 1.1 | 1.1 | 2.2 | 1.4 | 0.8 | 0.1 | 1.4 | 1.8 | 10.7 |
| 9  | Tony Smith      | 23   | 63 | 0  | 13.0 | 1.8 | 4.5  | .399 | 0.0 | 0.2 | .000 | 0.8 | 1.2 | .653 | 0.5 | 0.7 | 1.2 | 1.7 | 0.6 | 0.1 | 0.8 | 1.4 | 4.4  |
| 10 | Rory Sparrow    | 33   | 42 | 0  | 11.2 | 1.4 | 3.4  | .399 | 0.0 | 0.3 | .154 | 0.2 | 0.3 | .615 | 0.1 | 0.6 | 0.6 | 1.9 | 0.3 | 0.1 | 0.7 | 1.3 | 3.0  |
| 11 | Chucky Brown    | 23   | 36 | 2  | 10.6 | 1.5 | 3.3  | .466 | 0.0 | 0.1 | .000 | 0.7 | 1.1 | .610 | 0.8 | 1.3 | 2.1 | 0.6 | 0.3 | 0.2 | 0.8 | 1.1 | 3.8  |
| 12 | Cliff Robinson  | 31   | 9  | 0  | 8.7  | 1.2 | 3.0  | .407 | 0.0 | 0.1 | .000 | 0.8 | 0.9 | .875 | 0.8 | 1.3 | 2.1 | 1.0 | 0.6 | 0.0 | 0.8 | 0.4 | 3.2  |
| 13 | Demetrius Calip | 22   | 7  | 0  | 8.3  | 0.6 | 2.6  | .222 | 0.1 | 0.7 | .200 | 0.3 | 0.4 | .667 | 0.1 | 0.6 | 0.7 | 1.7 | 0.1 | 0.0 | 0.7 | 1.1 | 1.6  |
| 14 | Jack Haley      | 28   | 49 | 9  | 8.0  | 0.6 | 1.7  | .369 | 0.0 | 0.0 |      | 0.3 | 0.6 | .483 | 0.6 | 1.3 | 1.9 | 0.1 | 0.1 | 0.2 | 0.5 | 1.5 | 1.6  |
| 15 | Keith Owens     | 22   | 20 | 0  | 4.0  | 0.5 | 1.6  | .281 | 0.0 | 0.0 |      | 0.4 | 0.5 | .800 | 0.4 | 0.4 | 0.8 | 0.2 | 0.3 | 0.2 | 0.1 | 0.6 | 1.3  |

### Playoffs
| Rk | Jugador        | Edad | P | PT | MP   | TC  | TCI  | %TC  | T3  | T3I | %T3  | TL  | TLI | %TL  | RO  | RD  | RT  | AS  | RB  | TAP | BP  | FP  | PTS  |
| -- | -------------- | ---- | - | -- | ---- | --- | ---- | ---- | --- | --- | ---- | --- | --- | ---- | --- | --- | --- | --- | --- | --- | --- | --- | ---- |
| 1  | Sedale Threatt | 30   | 4 | 4  | 40.5 | 6.0 | 11.5 | .522 | 0.5 | 0.8 | .667 | 2.3 | 3.0 | .750 | 0.0 | 2.0 | 2.0 | 4.3 | 0.5 | 0.0 | 2.8 | 2.8 | 14.8 |
| 2  | A.C. Green     | 28   | 4 | 4  | 38.3 | 4.0 | 9.8  | .410 | 0.0 | 0.0 |      | 4.8 | 5.8 | .826 | 3.8 | 5.3 | 9.0 | 1.8 | 1.8 | 0.0 | 1.3 | 2.5 | 12.8 |
| 3  | Byron Scott    | 30   | 4 | 4  | 37.0 | 5.5 | 11.0 | .500 | 1.8 | 3.0 | .583 | 6.0 | 6.8 | .889 | 0.8 | 1.8 | 2.5 | 3.5 | 1.5 | 0.3 | 1.3 | 2.5 | 18.8 |
| 4  | Vlade Divac    | 23   | 4 | 4  | 35.8 | 3.8 | 10.8 | .349 | 0.0 | 0.5 | .000 | 2.3 | 2.5 | .900 | 1.5 | 4.0 | 5.5 | 3.8 | 1.3 | 0.8 | 4.5 | 4.3 | 9.8  |
| 5  | Terry Teagle   | 31   | 4 | 2  | 31.5 | 6.8 | 13.8 | .491 | 0.0 | 0.0 |      | 4.0 | 5.0 | .800 | 0.8 | 2.5 | 3.3 | 2.0 | 1.3 | 0.5 | 2.0 | 4.5 | 17.5 |
| 6  | Elden Campbell | 23   | 4 | 2  | 29.3 | 3.5 | 9.3  | .378 | 0.0 | 0.0 |      | 3.0 | 4.5 | .667 | 2.3 | 4.0 | 6.3 | 1.5 | 0.8 | 1.5 | 1.0 | 3.5 | 10.0 |
| 7  | Chucky Brown   | 23   | 3 | 0  | 14.7 | 2.7 | 6.3  | .421 | 0.0 | 0.3 | .000 | 1.0 | 2.0 | .500 | 1.0 | 2.7 | 3.7 | 0.7 | 0.0 | 0.7 | 0.3 | 1.0 | 6.3  |
| 8  | Tony Smith     | 23   | 4 | 0  | 10.0 | 0.8 | 2.5  | .300 | 0.0 | 0.5 | .000 | 0.3 | 0.5 | .500 | 0.3 | 0.3 | 0.5 | 1.3 | 1.0 | 0.0 | 0.8 | 1.3 | 1.8  |
| 9  | Cliff Robinson | 31   | 3 | 0  | 8.0  | 1.0 | 3.3  | .300 | 0.0 | 0.0 |      | 1.7 | 2.7 | .625 | 0.7 | 1.3 | 2.0 | 0.3 | 1.0 | 0.3 | 0.7 | 2.0 | 3.7  |
| 10 | Jack Haley     | 28   | 2 | 0  | 6.0  | 0.5 | 2.0  | .250 | 0.0 | 0.0 |      | 0.0 | 0.0 |      | 0.5 | 0.0 | 0.5 | 0.5 | 0.0 | 0.0 | 0.0 | 1.5 | 1.0  |
| 11 | Rory Sparrow   | 33   | 3 | 0  | 5.3  | 0.3 | 1.3  | .250 | 0.0 | 0.0 |      | 1.0 | 1.3 | .750 | 0.3 | 0.0 | 0.3 | 1.3 | 0.3 | 0.0 | 0.0 | 1.7 | 1.7  |

## Galardones y récords
| Jugador/Entrenador | Galardón                                                                |
| Magic Johnson      | MVP del All-Star Game All-Star Premio Mejor Ciudadano J. Walter Kennedy |
| James Worthy       | All-Star                                                                |